# Hyadesia benguelensis
Hyadesia benguelensis is een mijtensoort uit de familie van de Hyadesiidae. De wetenschappelijke naam van de soort is voor het eerst geldig gepubliceerd in 2000 door Marshall & Ugrasen.